# A Price on His Head (film 1914)
A Price on His Head è un cortometraggio muto del 1914 diretto da Warwick Buckland.

## Trama
I rapitori rapiscono un detective che se la cava chiedendo aiuto con un lampeggiatore.

## Produzione
Il film fu prodotto dalla Hepworth.

## Distribuzione
Distribuito dalla Hepworth, il film - un cortometraggio in due bobine - uscì nelle sale cinematografiche britanniche nel gennaio 1914. Venne distribuito negli Stati Uniti nell'ottobre dello stesso anno.
Si conoscono pochi dati del film che, prodotto dalla Hepworth, fu distrutto nel 1924 dallo stesso produttore, Cecil M. Hepworth. Fallito, in gravissime difficoltà finanziarie, il produttore pensò in questo modo di poter almeno recuperare il nitrato d'argento della pellicola.